# Hyde (노래)
《Hyde》는 빅스의 첫 번째 미니 음반의 타이틀 곡이다. 2013년 5월 20일에 발표하였다.